# Доктрина
Доктрина (лат. doctrina) — вчення, наукова або філософська теорія, політична система, керівний теоретичний чи політичний принцип (наприклад, військова доктрина) або нормативна формула.

## Доктрина як джерело права
Правова доктрина – це зумовлена духовним та інтелектуальним розвитком, станом моральності та політико-правовою культурою суспільства, цілісна і гармонічна система принципів, поглядів, уявлень, ідей, концепцій та модельних норм щодо права і його розвитку, які виступають теоретичним стрижнем та концептуальною основою державотворчої, правотворчої, правозастосовної та правотлумачної діяльності.
За загальним правилом будь-яка доктрина ділиться на офіційну, створювану на національному або наднаціональному (експертні висновки, наведені вище) рівні, і наукову, створювану в університетах та інших професорських об'єднаннях.
Спочатку доктрина була єдиним джерелом міжнародного публічного права, вона виражалася в працях Гуго Гроція та інших юристів, які обґрунтовують існування міжнародного права з точки зору природно-правової школи. Розвиток позитивізму призвів в кінцевому підсумку до занепаду доктрини, а потім - до переосмислення ролі доктрини в праві. В даний час у міжнародному публічному праві доктрина є субсидіарним джерелом права, застосування якого можливе лише в особливих обставинах.
Міжнародне приватне право також визнає доктрину як джерело права.
У національному праві роль доктрини залежить від особливостей правової системи і національної культури. У Росії доктрина як джерело російського права офіційно не визнається, однак фактично ним є. У науковій літературі з приводу визнання за юридичною доктриною статусу джерела права нерідко висловлюються повністю протилежні точки зору, і єдиної думки з даного питання в російській науці немає.
В даний час посилання на праці видатних юристів зустрічаються в судових рішеннях, але швидше як додаткова аргументація. Роль правової доктрини виявляється у створенні конструкцій, понять, визначень, якими користується правотворчий орган. Судді вищих або міжнародних судів, висловлюючи свою особливу думку, найчастіше посилаються на праці відомих правознавців. А в судові засідання запрошують вчених-юристів для дачі експертних висновків.
Міжнародний трибунал ООН з морського права, зокрема, розглянув справу «Про риболовецькому судні" Волга "» (Російська Федерація проти Австралії, 2002 рік). В окремій думці Заступника Голови Будіслава Вукаса можна знайти відсилання до праць видатних теоретиків міжнародного права: Рене-Жана Дюпюї, Арвід Пардо.
Доктрина Європейського союзу - поняття умовне, що представляє собою сукупність теоретичних уявлень про цілі, принципи та правові форми європейської інтеграції. Традиційно «... в державах доктрина складається з професійних уявлень визнаних авторитетів в області національного права і, як правило, формується протягом багатьох десятиліть, то в процесі формування європейської правової системи функцію доктрини сьогодні виконують експертні висновки провідних європейських фахівців, яких запрошують у комісії ЄС з метою аналізу чинного законодавства та підготовки рекомендацій для визначення принципів і змісту нових актів ЄС».

## Доктрина в мусульманському праві
Особливе значення доктрини для розвитку мусульманського права пояснюється не тільки наявністю безлічі прогалин, а й суперечливістю Корану і сунни. Більшість норм, які містяться в них, має божественне походження, тобто вважається вічним і незмінним. Тому вони не можуть бути просто відкинуті і замінені нормативно-правовими актами держави. У цих умовах мусульманські правознавці, спираючись на основоположні джерела, трактують їх і формують рішення, яке підлягає застосуванню в ситуації, що склалася.
Якщо в VII-VIII ст. джерелами мусульманського права дійсно виступали Коран і сунна, а також иджма і «висловлювання сподвижників», то, починаючи з IX-X ст., ця роль поступово перейшла до доктрини. По суті припинення иджтихада означало канонізацію висновків основних шкіл мусульманського права, що склалися до середини XI ст.
Доктринальна розробка мусульманського права, ускладнюючи його систематизацію, разом з тим надавала йому відому гнучкість і можливість розвиватися. Сучасну мусульмансько-правову доктрину як джерело права слід розглядати в декількох аспектах. У ряді країн (Саудівська Аравія, Оман, деякі князівства Перської затоки) вона продовжує грати роль формального джерела права, в інших (Єгипет, Туреччина, Марокко) - допускається субсидіарне використання мусульманського права при наявності прогалин у державних нормативних правових актах.

## Економіка
Економічна доктрина сприяє поясненню теорії та здійснення аналізу економічних механізмів, відображає необхідність вибору між сукупностями основоположних принципів, на основі яких може розвиватися пояснювальна теорія.

## Військова справа
Військова доктрина — система офіційних поглядів і положень, що встановлює напрямок військового будівництва, підготовки країни і збройних сил до війни, способи і форми її ведення. Військова доктрина виробляється і визначається політичним керівництвом держави. Основні її положення складаються та змінюються в залежності від політики і суспільного устрою, рівня розвитку продуктивних сил, нових наукових досягнень і характеру очікуваної війни.
Доктрина СВ США це вид військової керівної публікації, який визначає фундаментальні принципи, на основі яких побудовано тактику, способи виконання завдань, процедури, термінологію та умовні знаки, що використовуються під час застосування СВ США і які є основою для діяльності військових організаційних структур (бойового складу та частин забезпечення), спрямованої на захист національних інтересів. Доктрини СВ США розробляються із завданнями: забезпечити єдність поглядів на ведення збройної боротьби; виробити єдиний понятійний апарат (визначень та професійної лексики); підвищити ефективність ведення бойових дій; визначення та розвиток потрібних рис військовослужбовців та їх командирів (начальників); формулювання завдань та визначення порядку участі СВ США у складі міжвидових та об’єднаних формувань. Доктрина СВ США ADP 3-0 Операції є ключовою доктриною СВ США, що визначає зміст решти керівних публікації застосування СВ США. 